# Гадья
Гадья — река в России, протекает в Пермском крае. Устье реки находится в 201 км по правому берегу реки Колва. Длина реки составляет 18 км.

## Описание
Река берёт начало в западных предгорьях Северного Урала на южных склонах холма Рябиновый (282 м НУМ) в 15 км к северо-западу от деревни Верхняя Колва. Протекает в северной части Чердынского района Пермского края. Течёт преимущественно в восточном направлении. Населённых пунктов на реке нет. Приток — Захаркова Рассоха (левый). Впадает в Колву ниже деревни Верхняя Колва.

## Данные водного реестра
По данным государственного водного реестра России относится к Камскому бассейновому округу, водохозяйственный участок реки — Кама от водомерного поста у села Бондюг до города Березники, речной подбассейн реки — бассейны притоков Камы до впадения Белой. Речной бассейн реки — Кама.
Код объекта в государственном водном реестре — 10010100212111100005843.